# Miss Supranational 2010
Miss Supranational 2010 foi a 2ª edição do concurso de beleza feminina de Miss Supranational. O concurso foi realizado no Amfiteatr w Płocku, na Polônia com a participação de sessenta e seis (66) candidatas dos cinco continentes. A gala final foi agitada e embalada por diversos cantores, como: a cantora belga Katerine, a sueca Michaela de la Cour, o grupo MistChill e os cantores polacos Lidia Kopania, Marcin Mroziński, Patricia Kazadi e Michał Kwiatkowski. Sob apresentação de Tomasz Kammel e Izabella Miko, com transmissão pela TV4 da Polônia, a vencedora na ocasião foi a panamenha Karina Pinilla.

## Resultados

### Colocações
| Posição                 | País e Candidata |
| Vencedora               | - Panamá - Karina Pinilla |
| 2º. Lugar               | - República Checa - Hana Věrná |
| 3º. Lugar               | - Eslovênia - Sandra Marinovič |
| 4º. Lugar               | - Peru - Claudia Villafuerte |
| 5º. Lugar               | - Tailândia - Maythavee Burapasing |
| (TOP 20) Semifinalistas | - Brasil - Luciana Bertolini - Coreia do Sul - Yu Soo-jung - Polônia - Anna Jamróz - Romênia - Laura Bărzoiu - Venezuela - Laksmi Rodríguez - Albânia - Anisa Mukaj - Bélgica - Chloe De Groote - Colômbia - Marcela Piedrahita - Finlândia - Johanna Ahlback - Gâmbia - Fatou Khan - Grécia - Margarita Papandreou - Honduras - Lesly Kristoff - Lituânia - Egle Standtaite - Portugal - Olivia Ortiz - Rússia - Yevgeniya Shcherbakova |

### Prêmios especiais
O concurso distribuiu os seguintes prêmios este ano:
| Prêmio              | País e Candidata                  |
| Miss Simpatia       | - Canadá - Pablita Thomas         |
| Miss Fotogenia      | - Eslovênia - Sandra Marinovič    |
| Miss Elegância      | - Suécia - Nina Sjölin            |
| Miss Personalidade  | - Bahamas - Janay Pyfrom          |
| Melhor Traje Típico | - Panamá - Karina Pinilla         |
| Miss Melhor Corpo   | - Finlândia - Johanna Ahlback     |
| Miss Internet 1     | - Bélgica - Chloe De Groote       |
| Miss Talento        | - Escócia - Emma Blythe           |
| Top Model           | - Rússia - Yevgeniya Shcherbakova |

1. A vencedora do "Miss Internet" se classifica para o Top 20.

### Rainhas Continentes
As melhores candidatas classificadas por continente:
| Título              | País e Candidata               |
| Rainha das África   | - Gâmbia - Fatou Khan          |
| Rainha das Américas | - Venezuela - Laksmi Rodríguez |
| Rainha da Ásia      | - Coreia do Sul - Yu Soo-jung  |
| Rainha da Europa    | - Polônia - Anna Jamróz        |

## Candidatas
Disputaram o título este ano:
| - Albânia - Anisa Mukaj - Alemanha - Maike Fröhlingsdorf - Armênia - Lilit Karapetyan - Bahamas - Janay Pyfrom - Bélgica - Chloe De Groote - Bielorrússia - Alena Tsiarenia - Bolívia - Daniela Soliz - Brasil - Luciana Bertolini - Bulgária - Tsvetomira Lyutova - Camarões - Estelle Essame - Canadá - Pablita Thomas - China - Zheng Dan - Colômbia - Marcela Piedrahita - Coreia do Sul - Yu Soo-jung - Croácia - Kristina Jezernik - Dinamarca - Helle Madsen - Equador - Claudia Schiess - Inglaterra - Claire-Louise Catterall - Escócia - Emma Blythe - Eslováquia - Jana Mutnanska - Eslovênia - Sandra Marinovič - Espanha - Itsasne Gómez | - Estônia - Eteri Libe - Finlândia - Johanna Ahlback - França - Estelle Bettinger - Gâmbia - Fatou Khan - Geórgia - Nino Janidze - Grécia - Margarita Papandreou - Guatemala - Clara Estrada - Guiné - Sara Sibidé - Haiti - Lina Reyes - Honduras - Lesly Kristoff - Hungria - Zita Zeller - Iraque - Sandra Agab - Irlanda - Sheila Lynch - Islândia - Anita Hjartardóttir - Itália - Lisa Visentin - Japão - Miou Fujinaga - Kosovo - Zhuje Neza - Letônia - Annija Alvatere - Lituânia - Egle Standtaite - Macedônia - Matea Ristovska - Mali - Linda Sanogo - México - Yareli Ramírez | - Moldávia - Doina Cosciug - Nigéria - Juliet Ndukwe - Nova Zelândia - Candy Barry - País de Gales - Chloe Whittock - Países Baixos - Nathalie den Dekker - Panamá - Karina Pinilla - Paraguai - Alexandra Galeano - Peru - Claudia Villafuerte - Polônia - Anna Jamróz - Porto Rico - Ketsia Payano - Portugal - Olivia Ortiz - República Checa - Hana Věrná - República Dominicana - Darling Cruz - Romênia - Laura Bărzoiu - Rússia - Yevgeniya Shcherbakova - Sérvia - Maja Dimitrijević - Suécia - Nina Sjölin - Tailândia - Maythavee Burapasing - Taiwan - Hu Ya-Han - Turquia - Naz Yıldız - Ucrânia - Alona Liashchuk - Venezuela - Laksmi Rodríguez |

## Histórico

### Estatísticas

Países participantes e suas respectivas colocações.

Candidatas por continente:
- Europa: 37. (Cerca de 56% do total de candidatas)

- Américas: 16. (Cerca de 24% do total de candidatas)

- Ásia: 7. (Cerca de 10% do total de candidatas)

- África: 5. (Cerca de 7% do total de candidatas)

- Oceania: 1. (Cerca de 3% do total de candidatas)

### Desistências
- Austrália - Aley Greenblo

- Belize - Fiona Usher

- Bósnia e Herzegovina - Kristina Markovič

- Costa Rica - Allison Alfaro

- Montenegro - Andrijana Vujovič

- Irlanda do Norte - Nicola Cowell

### Substituições
- Camarões - Johanna Akamba ► Estelle Essame

- Eslováquia - Hana Kikova ► Jana Mutnanska

- México - Ana Sofia Garcia ► Yareli Ramírez

- País de Gales - Bryoni Williams ► Chloe Whittock

- República Dominicana - Emilia Riva ► Darling Cruz

### Candidatas em outros concursos
Candidatas deste ano com histórico em outras competições:
| Miss Mundo - 2009: Brasil - Luciana Bertolini (Top 16) - (Representando o Brasil em Joanesburgo, na África do Sul) - 2009: Brasil - Anna Jamróz (Top 16) - (Representando a Polônia em Joanesburgo, na África do Sul) Miss Universo - 2008: Guatemala - Clara Estrad - (Representando a Guatemala em Nha Trang, no Vietnã) Miss Internacional - 2009: Venezuela - Laksmi Rodríguez (Top 15) - (Representando a Venezuela em Chengdu, na China) - 2010: Letônia - Annija Alvatere - (Representando a Venezuela em Chengdu, na China) Miss Terra - 2006: Honduras - Lesly Kristoff - (Representando a Honduras em Manila, nas Filipinas) | Miss Intercontinental - 2010: Mali - Linda Sanogo - (Representando Mali em Punta Cana, na R. Dominicana) - 2011: Portugal - Olivia Ortiz (Top 15) - (Representando Portugal em Orihuela, na Espanha) Miss Turismo Internacional - 2011: Guiné - Sara Sibidé - (Representando a Guiné em Kuala Lumpur, na Malásia) Miss Tourism Queen International - 2009: Estônia - Eteri Libe - (Representando a Estônia em Zhengzhou, na China) - 2009: França - Estelle Bettinger (Top 20) - (Representando a França em Zhengzhou, na China) Miss Atlântico Internacional - 2009: Panamá - Karina Pinilla (3º. Lugar) - (Representando o Panamá em Punta del Este, no Uruguai) |